# Selección de fútbol sub-23 de Egipto
La selección de fútbol sub-23 de Egipto (en árabe: منتخب مصر الأوليمبى‎), conocida también como la selección olímpica de fútbol de Egipto, es el equipo que representa al país en los Fútbol en los Juegos Olímpicos, en el Campeonato Africano Sub-23 y en los Juegos Panafricanos; y es controlada por la Federación Egipcia de Fútbol.

## Palmarés
- Copa Africana de Naciones Sub-23: 1 (2019).

## Estadísticas

### Récord en los Juegos Olímpicos
| Récord              | Récord                  | Récord                  | Récord                  | Récord                  | Récord                  | Récord                  | Récord                  | Récord               | Récord               | Récord               | Récord               | Récord               | Récord               |
| Apariciones: 13     | Apariciones: 13         | Apariciones: 13         | Apariciones: 13         | Apariciones: 13         | Apariciones: 13         | Apariciones: 13         | Apariciones: 13         | Clasificaciones: 17  | Clasificaciones: 17  | Clasificaciones: 17  | Clasificaciones: 17  | Clasificaciones: 17  | Clasificaciones: 17  |
| Año/Sede            | Ronda                   | J                       | G                       | E                       | P                       | GF                      | GC                      | J                    | G                    | E                    | P                    | GF                   | GC                   |
| ------------------- | ----------------------- | ----------------------- | ----------------------- | ----------------------- | ----------------------- | ----------------------- | ----------------------- | -------------------- | -------------------- | -------------------- | -------------------- | -------------------- | -------------------- |
| Atenas 1896         | No hubo fútbol          | No hubo fútbol          | No hubo fútbol          | No hubo fútbol          | No hubo fútbol          | No hubo fútbol          | No hubo fútbol          | No hubo fútbol       | No hubo fútbol       | No hubo fútbol       | No hubo fútbol       | No hubo fútbol       | No hubo fútbol       |
| París 1900          | No participó            | No participó            | No participó            | No participó            | No participó            | No participó            | No participó            | No participó         | No participó         | No participó         | No participó         | No participó         | No participó         |
| Saint Louis 1904    | No participó            | No participó            | No participó            | No participó            | No participó            | No participó            | No participó            | No participó         | No participó         | No participó         | No participó         | No participó         | No participó         |
| Londres 1908        | No participó            | No participó            | No participó            | No participó            | No participó            | No participó            | No participó            | No participó         | No participó         | No participó         | No participó         | No participó         | No participó         |
| Estocolmo 1912      | No participó            | No participó            | No participó            | No participó            | No participó            | No participó            | No participó            | No participó         | No participó         | No participó         | No participó         | No participó         | No participó         |
| Amberes 1920        | 1.ª Ronda               | 1                       | 0                       | 0                       | 1                       | 1                       | 2                       | No hubo eliminatoria | No hubo eliminatoria | No hubo eliminatoria | No hubo eliminatoria | No hubo eliminatoria | No hubo eliminatoria |
| París 1924          | Cuartos de Final        | 2                       | 1                       | 0                       | 1                       | 3                       | 5                       | No hubo eliminatoria | No hubo eliminatoria | No hubo eliminatoria | No hubo eliminatoria | No hubo eliminatoria | No hubo eliminatoria |
| Ámsterdam 1928      | 4º Lugar                | 4                       | 2                       | 0                       | 2                       | 12                      | 19                      | No hubo eliminatoria | No hubo eliminatoria | No hubo eliminatoria | No hubo eliminatoria | No hubo eliminatoria | No hubo eliminatoria |
| Los Ángeles 1932    | No hubo fútbol          | No hubo fútbol          | No hubo fútbol          | No hubo fútbol          | No hubo fútbol          | No hubo fútbol          | No hubo fútbol          | No hubo fútbol       | No hubo fútbol       | No hubo fútbol       | No hubo fútbol       | No hubo fútbol       | No hubo fútbol       |
| Berlín 1936         | 1.ª Ronda               | 1                       | 0                       | 0                       | 1                       | 1                       | 3                       | No hubo eliminatoria | No hubo eliminatoria | No hubo eliminatoria | No hubo eliminatoria | No hubo eliminatoria | No hubo eliminatoria |
| Londres 1948        | 1.ª Ronda               | 1                       | 0                       | 0                       | 1                       | 1                       | 3                       | No hubo eliminatoria | No hubo eliminatoria | No hubo eliminatoria | No hubo eliminatoria | No hubo eliminatoria | No hubo eliminatoria |
| Helsinki 1952       | 1.ª Ronda               | 2                       | 1                       | 0                       | 1                       | 6                       | 7                       | No hubo eliminatoria | No hubo eliminatoria | No hubo eliminatoria | No hubo eliminatoria | No hubo eliminatoria | No hubo eliminatoria |
| Melbourne 1956      | Abandonó la Ronda Final | Abandonó la Ronda Final | Abandonó la Ronda Final | Abandonó la Ronda Final | Abandonó la Ronda Final | Abandonó la Ronda Final | Abandonó la Ronda Final | 2                    | 2                    | 0                    | 0                    | 9                    | 3                    |
| Roma 1960           | 1.ª Ronda               | 3                       | 0                       | 1                       | 2                       | 4                       | 11                      | 4                    | 3                    | 0                    | 1                    | 11                   | 5                    |
| Tokio 1964          | 4º Lugar                | 6                       | 2                       | 1                       | 3                       | 18                      | 16                      | 4                    | 3                    | 1                    | 0                    | 14                   | 6                    |
| México 1968         | Abandonó el torneo      | Abandonó el torneo      | Abandonó el torneo      | Abandonó el torneo      | Abandonó el torneo      | Abandonó el torneo      | Abandonó el torneo      | Abandonó el torneo   | Abandonó el torneo   | Abandonó el torneo   | Abandonó el torneo   | Abandonó el torneo   | Abandonó el torneo   |
| Múnich 1972         | No clasificó            | No clasificó            | No clasificó            | No clasificó            | No clasificó            | No clasificó            | No clasificó            | 2                    | 1                    | 0                    | 1                    | 2                    | 3                    |
| Montreal 1976       | No clasificó            | No clasificó            | No clasificó            | No clasificó            | No clasificó            | No clasificó            | No clasificó            | 2                    | 0                    | 1                    | 1                    | 1                    | 2                    |
| Moscú 1980          | Abandonó la ronda final | Abandonó la ronda final | Abandonó la ronda final | Abandonó la ronda final | Abandonó la ronda final | Abandonó la ronda final | Abandonó la ronda final | 4                    | 1                    | 3                    | 0                    | 7                    | 4                    |
| Los Ángeles 1984    | Cuartos de Final        | 4                       | 1                       | 1                       | 2                       | 5                       | 5                       | 6                    | 3                    | 2                    | 1                    | 6                    | 3                    |
| Seúl 1988           | No clasificó            | No clasificó            | No clasificó            | No clasificó            | No clasificó            | No clasificó            | No clasificó            | 4                    | 2                    | 1                    | 1                    | 7                    | 2                    |
| Total               | 9/21                    | 24                      | 7                       | 3                       | 14                      | 51                      | 71                      | 28                   | 15                   | 8                    | 5                    | 57                   | 28                   |
| Barcelona 1992      | Fase de Grupos          | 3                       | 1                       | 0                       | 2                       | 5                       | 6                       | 6                    | 4                    | 2                    | 0                    | 11                   | 3                    |
| Atlanta 1996        | No clasificó            | No clasificó            | No clasificó            | No clasificó            | No clasificó            | No clasificó            | No clasificó            | 4                    | 2                    | 1                    | 1                    | 5                    | 4                    |
| Sídney 2000         | No clasificó            | No clasificó            | No clasificó            | No clasificó            | No clasificó            | No clasificó            | No clasificó            | 8                    | 4                    | 3                    | 1                    | 15                   | 9                    |
| Atenas 2004         | No clasificó            | No clasificó            | No clasificó            | No clasificó            | No clasificó            | No clasificó            | No clasificó            | 6                    | 0                    | 0                    | 6                    | 1                    | 13                   |
| Pekín 2008          | No clasificó            | No clasificó            | No clasificó            | No clasificó            | No clasificó            | No clasificó            | No clasificó            | 4                    | 1                    | 2                    | 1                    | 6                    | 4                    |
| Londres 2012        | Cuartos de Final        | 4                       | 1                       | 1                       | 2                       | 6                       | 8                       | 9                    | 5                    | 1                    | 3                    | 12                   | 6                    |
| Río de Janeiro 2016 | No clasificó            | No clasificó            | No clasificó            | No clasificó            | No clasificó            | No clasificó            | No clasificó            | 5                    | 3                    | 0                    | 2                    | 3                    | 4                    |
| Tokio 2020          | Cuartos de Final        | 4                       | 1                       | 1                       | 2                       | 2                       | 2                       | 5                    | 5                    | 0                    | 0                    | 11                   | 0                    |
| París 2024          | 4º Lugar                | 6                       | 2                       | 2                       | 2                       | 5                       | 11                      | 5                    | 3                    | 1                    | 1                    | 5                    | 2                    |
| Total               | 4/9                     | 17                      | 5                       | 4                       | 8                       | 18                      | 28                      | 62                   | 27                   | 10                   | 15                   | 68                   | 45                   |

- Antes de 1992, el Fútbol en los Juegos Olímpicos era disputado por selecciones mayores.

### Juegos Panafricanos
| Récord             | Récord                                 | Récord         | Récord         | Récord         | Récord         | Récord         | Récord         | Récord         |
| Apariciones: 7     | Apariciones: 7                         | Apariciones: 7 | Apariciones: 7 | Apariciones: 7 | Apariciones: 7 | Apariciones: 7 | Apariciones: 7 | Apariciones: 7 |
| Año/Sede           | Ronda                                  | J              | G              | E              | P              | GF             | GC             |                |
| ------------------ | -------------------------------------- | -------------- | -------------- | -------------- | -------------- | -------------- | -------------- | -------------- |
| Brazzaville 1965   | No clasificó                           | No clasificó   | No clasificó   | No clasificó   | No clasificó   | No clasificó   | No clasificó   |                |
| Lagos 1973         | Medalla de Bronce                      | 5              | 3              | 0              | 2              | 12             | 12             |                |
| Argel 1978         | Abandonó el torneo en cuartos de final | 3              | 2              | 1              | 0              | 6              | 2              |                |
| Nairobi 1987       | Medalla de Oro                         | 5              | 3              | 1              | 1              | 7              | 5              |                |
| El Cairo 1991      | 5.º Lugar                              | 4              | 1              | 1              | 2              | 5              | 6              |                |
| Harare 1995        | Medalla de Oro                         | 5              | 4              | 0              | 1              | 8              | 3              |                |
| Johannesburgo 1999 | No clasificó                           | No clasificó   | No clasificó   | No clasificó   | No clasificó   | No clasificó   | No clasificó   |                |
| Abuya 2003         | Fase de grupos                         | 3              | 0              | 0              | 3              | 2              | 6              |                |
| Argel 2007         | Fase de grupos                         | 3              | 0              | 0              | 3              | 4              | 8              |                |
| Maputo 2011        | No clasificó                           | -              | -              | -              | -              | -              | -              |                |
| Total              | 7/10                                   | 28             | 13             | 3              | 12             | 44             | 39             |                |

- Antes de 1991 el torneo lo disputaban selecciones mayores.

### Campeonato Africano Sub-23
| Récord         | Récord    | Récord | Récord | Récord | Récord | Récord | Récord |
| Sede/Año       | Resultado | J      | G      | E      | P      | GF     | GC     |
| -------------- | --------- | ------ | ------ | ------ | ------ | ------ | ------ |
| Marruecos 2011 | 3.º Lugar | 5      | 3      | 0      | 2      | 7      | 4      |